# آب زهلو
آب زهلو (قلعة خواجة) (بالفارسية: آبزهلو) هي منطقة سكنية تقع في إيران في قسم قلعة خواجة الريفي. يقدر عدد سكانها بـ 35 نسمة بحسب إحصاء 2016.